# Psychoda nigripennis
Psychoda nigripennis és una espècie d'insecte dípter pertanyent a la família dels psicòdids.

## Descripció
- És de color gris.
- Les antenes presenten 16 segments.
- Les ales fan 2,4 mm de llargària.[4]

## Distribució geogràfica
Es troba a Àsia: l'Índia, incloent-hi Bengala Occidental.